# Lainie Kazan
Lainie Kazan (15 de mayo de 1940) es una actriz y cantante estadounidense.
Es conocida por interpretar a la tía Frida en la serie de televisión The Nanny.

## Biografía
Kazan nació como Lanie Levine en Brooklyn, Nueva York, hija de un ruso judío que trabajaba como corredor de apuestas y una madre judía sefardí, Carole, que Kazan la describía como "neurótica, frágil y artística."
Es miembro del directorio de la Fundación Young Musician, AIDS Project LA, y B'nai Brith. Es graduada de la Universidad Hofstra.

## Filmografía
- Dayton's Devils (1968)
- Lady in Cement (1968)
- Romance of a Horsethief (1971)
- One from the Heart (1982)
- My Favorite Year (1982)
- Lust in the Dust (1985)
- The Journey of Natty Gann (1985)
- The Delta Force (1986)
- Medium Rare (1987)
- Harry and the Hendersons (1987)
- Married to the Mob
- Beaches (1988)
- Eternity (1989)
- Out of the Dark (1989)
- 29th Street (1991)
- I Don't Buy Kisses Anymore (1992)
- The Cemetery Club (1993)
- The Nanny (1995/96)
- Movies Money Murder (1996)
- Love Is All There Is (1996)
- The Associate (1996)
- Allie & Me (1997)
- The Big Hit (1998)
- Permanent Midnight (1998)
- The Unknown Cyclist (1998)
- Kimberly (1999)
- Mike & Spike Movie (1999)
- The Crew (2000)
- The Dress Code (2000)
- What's Cooking? (2000)
- My Big Fat Greek Wedding (2002)
- Eight Crazy Nights (2002) (voz)
- Returning Lilly (2002) Película de televisión
- Broadway: The Golden Age, by the Legends Who Were There (2003) (documental)
- A Good Night to Die (2003)
- Gigli (2003)
- Red Riding Hood (2004)
- Whiskey School (2005)
- Bratz: The Movie (2007)
- Beau Jest (2007)
- You Don't Mess with the Zohan (2008)
- Oy Vey! My Son Is Gay!! (2009)
- Expecting Mary (2010)
- Desperate Housewives (2010)
- Jessie (2012) - Wanda Bynes
- Mi gran boda griega 2 (2016)
- Mi gran boda griega 3 (2023)